# Ciuma apelor
Ciuma apelor sau lipitoarea (Elodea canadensis) este o plantă erbacee acvatică submersă, din apele stătătoare sau lin curgătoare, originară din America. În Europa a fost introdusă în 1836. Are o tulpină lungă, subțire și ramificată,  care se fixează prin rădăcini pe fundul apelor. Frunzele sunt ovalare și dispuse câte trei în verticil. Florile mascule, aproape sesile, în timpul înfloririi se detașează de planta mamă și plutesc la suprafața apei. Florile femele solitare, în timpul înfloririi cu ajutorul unui peduncul lung se ridică la suprafața apei. În apele românești sunt numai plante cu flori femele (de culoare albă). Înflorește în mai-august. Atunci când nu se dezvoltă prea abundent, planta este folositoare în piscicultură, fiindcă oxigenează bine apa și constituie locuri unde se adună multe organisme, care alcătuiesc hrana multor pești. Se cultivă în acvarii ca plantă decorativă. În România se întâlnește în lacurile din Deltă și Oltenia, inclusiv în lacurile din București.